# Правительство Ливана
Правительство Ливана, официально Совет Министров (араб. مجلس الوزراء اللبناني‎) — орган исполнительной власти в Ливанской Республике.
Глава Правительства назначается президентом на основании представления парламента страны. Кабинет министров формируется с учетом принципа религиозного квотирования. Состав кабинета министров проходит официальное утверждение президентом, после чего правительство обязано получить вотум доверия в парламенте. Премьер-министр, действуя в согласии с президентом, вносит законопроекты на рассмотрение парламента.

## История
Был основан 23 мая 1926 года, в день обнародования Конституции Ливана. После завершения гражданской войны и ратификации Таифского соглашения, обязанности Совета министров были значительно расширены и четко закреплены, а исполнительная власть перешла от президента к совету, что стало важным этапом в укреплении государственного устройства страны.
Совет формируется Указом Президента Республики. В течение 30 дней Палата депутатов должна утвердить правительство путем вотума доверия по мажоритарной избирательной системе. Согласно 64 статье Конституции Ливана, переговоры с парламентом о формировании правительства ведет премьер-министр. По традиции, в состав правительства входят поровну мусульмане и христиане, однако в Конституции это требование не прописано.

## Отставка Правительства
Согласно статье 69 Конституции, правительство считается ушедшим в отставку при одном из следующих условий:
- премьер-министр подал в отставку или скончался
- более трети своих членов Правительства подали в отставку
- новый президент вступил в должность
- вынесен вотум недоверия Правительству Парламентом

При истечении полномочий Президента Республики, когда глава государства не избран Парламентом страны, Совет Министров берет на себя функции временного правительства. Так было в течение 2 лет после истечения срока полномочий президента Мишеля Сулеймана в 2014 году вплоть до избрания Мишеля Ауна 31 октября 2016 года, когда премьер-министр Таммам Салам сам исполнял обязанности.

## Задачи
В задачи правительства, как правило, входит надзор за повседневными делами и подготовка законопроектов для голосования в Палате депутатов.
Для получения согласия правительства по так называемым «базовым» вопросам, таким как конституционные поправки, законы о выборах, роспуск парламента, вопросы войны и мира, необходимо одобрение большинства членов правительства.
В то время как для решения международных договоров, введения чрезвычайного положения, утверждения государственного бюджета, долгосрочных планов развития, назначения государственных служащих первого уровня, перераспределения территорий, законов о гражданстве, законов о личных делах и увольнения министров требуется большинство в 2/3 присутствующих министров.